# Distretto di Madhubani
Madhubani è un distretto dell'India di 3 570 651 abitanti, che ha come capoluogo Madhubani.